# Nadege Essoh
Nadege Essoh, née le 5 mai 1990, est une footballeuse internationale ivoirienne.

## Biographie
Elle participe avec l'équipe de Côte d'Ivoire à la Coupe du monde 2015 organisée au Canada. Lors du mondial, elle joue deux matchs : contre l'Allemagne, et la Norvège.
Elle participe également à la Coupe d'Afrique des nations en 2012 et en 2014.

## Palmarès
- 2017 - 2019 championne d’Alsace et vainqueur de la coupe d’Alsace Strasbourg
- 2015 qualification de la coupe du monde au Canada
- 2014 Troisième de la Coupe d'Afrique des nations en  avec l'équipe de Côte d'Ivoire